# Anoploderomorpha granata
Anoploderomorpha granata là một loài bọ cánh cứng trong họ Cerambycidae.